# 肿枝悬藓
肿枝悬藓（学名：Barbella turgida）为蔓藓科悬藓属下的一个种。

## 扩展阅读
- 維基物種上的相關：肿枝悬藓